# Julien Simon-Chautemps
Julien Simon-Chautemps (* 14. května 1978 Francie) je francouzský inženýr pracující pro tým formule 1 Sauber.
Je absolventem Polytechnického ústavu vyšších věd. V roce 2007 začal pracovat pro týmy ve Formuli 1. V letech 2007–2010 byl závodním inženýrem v týmu Toyota a Lotus Jarna Trulliho. V roce 2011 přešel do týmu Renault, kde připravoval vozy pro Vitalije Petrova, Kimi Räikkönena, Pastora Maldonada, Romaina Grosjeana a Jolyona Palmera.